# 57P/du Toit-Neujmin-Delporte
O 57P/du Toit-Neujmin-Delporte é a designação de um cometa periódico do nosso sistema solar. Em 2002, descobriu-se que o mesmo se dividiu em pelo menos 19 fragmentos.

## Descoberta
O cometa tem muitos codescobridores e uma história complicada, devido à época de sua descoberta que ocorreu durante a Segunda Guerra Mundial quando as comunicações não era confiáveis. Daniel du Toit descobriu o cometa em 18 de julho de 1941 quando trabalhava na Estação Boyden, África do Sul. Sua telegrafia com a mensagem sobre o cometa não alcançou seu empregador, o Harvard College Observatory, até 27 de julho. Durante uma busca rotineira de asteroides, Grigory N. Neujmin (Observatório Simeiz, União Soviética) encontrou o cometa em uma placa fotográfica exposta em 25 de julho. Ele confirmou sua própria observação em 29 de julho, mas a mensagem de Moscou levou 20 dias para chegar a Harvard. O anúncio oficial do novo cometa finalmente aconteceu em 20 de agosto de 1941. Poucos dias depois, soube-se que Eugène Joseph Delporte no Observatório Real da Bélgica, também tinha encontrado o cometa em 19 de agosto, sendo assim adicionado à lista dos seus descobridores.
Algumas semanas mais tarde, chegou a Harvard a notícia de que Paul Ahnert em Sonneberg, Turíngia, Alemanha, de que ele também observou o novo cometa em 22 de julho, mas já era tarde demais para a sua contribuição ser reconhecida.

## Características orbitais
A órbita deste cometa tem uma excentricidade de 0,499108 e possui um semieixo maior de 3,452865 UA. O seu periélio leva o mesmo a uma distância de 1,729511 UA em relação ao Sol e seu afélio a 5,176218 UA.